# Туссан, Поль
Поль Туссан (фр. Paul Toussaint, 27 ноября 1921, Иксель, Бельгия — февраль 2018) — бельгийский хоккеист (хоккей на траве), нападающий.

## Биография
Поль Туссан родился 27 ноября 1921 года в бельгийском городе Иксель.
Играл в хоккей на траве за «Рояль Леопольд» из Брюсселя.
В 1952 году вошёл в состав сборной Бельгии по хоккею на траве на Олимпийских играх в Хельсинки, поделившей 9-12-е места. Играл на позиции нападающего, провёл 4 матча, забил (по имеющимся данным) 1 мяч в ворота сборной Финляндии.
Умер в феврале 2018 года.